# تيري ميري كاهاني
تيري ميري كاهاني (بالعربية: قصتنا) هو فيلم بوليودي درامي رومنسي من إخراج كونال كوهيل. النجوم شاهيد كابور مع بريانكا تشوبرا في الأدوار الرئيسية، معأ للمرة الثانية. والشعار هو "ثلاث مرات بناء على قصة حب"، كما تم تعيين الفرضية بين 1910، 1960، و 2012. كل ممثل يلعب شخصية مختلفة في كل فترة زمنية، ولكن يرتبط كل حرف أنها تلعب مع بعضها البعض. صدر الفيلم في 22 يونيو 2012 علي 1500 شاشات في مختلف أنحاء الهند.

## روابط خارجية
- تيري ميري كاهاني على موقع IMDb (الإنجليزية)
- تيري ميري كاهاني على موقع Turner Classic Movies (الإنجليزية)
- تيري ميري كاهاني على موقع أول موفي (الإنجليزية)
- تيري ميري كاهاني على موقع فيلمافينيتي (الإسبانية)
- تيري ميري كاهاني على موقع قاعدة بيانات الفيلم (الإنجليزية)
- تيري ميري كاهاني على موقع ليتربوكسد (الإنجليزية)
- تيري ميري كاهاني على موقع كينوبويسك (الروسية)